# NGC 7427
NGC 7427 (również PGC 70091) – galaktyka soczewkowata (S0), znajdująca się w gwiazdozbiorze Pegaza. Odkrył ją Otto Wilhelm von Struve 22 listopada 1865 roku.